# Denton (Kansas)
Denton – miasto położone w Hrabstwie Doniphan.